# Cleidogona stolli
Cleidogona stolli är en mångfotingart som beskrevs av Pocock 1903. Cleidogona stolli ingår i släktet Cleidogona och familjen Cleidogonidae. Inga underarter finns listade i Catalogue of Life.